# 河崎蘭香
河崎 蘭香（かわさき らんこう、1882年（明治15年）11月9日 - 1918年（大正7年）3月12日）は、西宇和郡郷村（現八幡浜市郷）生まれの日本画家。明治から大正にかけての女性日本画家。上村松園と並び称されることもあたったが、若くして他界した。

## 生涯
名を菊といい、実父は医師である神山謙斎であるが、明治８年（1890）郷村に開校した石堂小学校の校長河崎奨（たすく）郁（かおる）夫妻の養女となる。
小学校を卒業後、上京し音楽学校に入学。１年後に卒業すると、今度は画家を志し、明治32年（1899）には京都に移り住み菊池芳文（きくちほうぶん）の門下生となり、四条派の画法を学ぶ。
明治34年（1901）20歳の蘭香は、八幡浜栗野浦の八坂神社本殿の天井を飾る絵を30枚受け持ち、梶谷南海や他の郷土の画家とともに描き奉納。
明治35年（1902）11月に再び上京、東京美術学校の教授であった狩野派系の寺崎廣業（てらさきこうぎょう）の門下生となり、特に風俗・人物画の研鑽を重ね、絵画共進会にも入会。
明治40年代からは女性雑誌「女学世界」「婦女界」「婦人画報」などの口絵や表紙絵を担当し、精力的に活動して女性の人気をさらった。
私生活では、八幡浜市長を勤めた菊池清治の紹介で金森徳次郎と恋仲になるが、結婚には至らなかった。
1917年(大正6年)2月、養父が死去。体調を崩し箱根湯本で養生したが、翌年2月東京帝国大学病院青山内科に入院、3月12日午前3時頃死去。

## 最近の出来事
- 2017年3月7日、100回忌の法要[1]があった

- 2018年10月、生誕地八幡浜で演劇公演「蘭香さん、いつまでも」[2]があった